# Heard Island
Heard Island är den största ön i Heard- och McDonaldöarna, som tillhör Australien. 
Glaciärarna på ön minskade mellan åren 1947 och 2025 med 23 procent i storleken. Det motsvarar ungefär 64 km². Forskarna som publicerade värdet utgår ifrån att den globala uppvärmningen är orsaken.